# Amonal

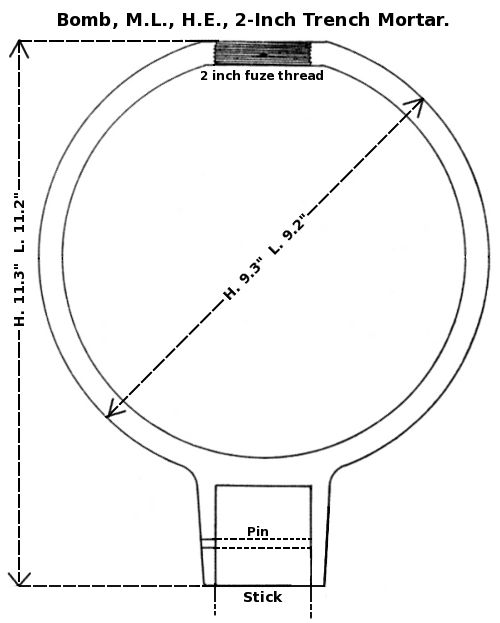
Dibujo de bomba británica, utilizada en la 1.ª Guerra Mundial, en la que se empleaba amonal.

El amonal es un explosivo fabricado con una mezcla de nitrato amónico y polvo de aluminio.
El nitrato amónico es el oxidante y el aluminio es un potenciador de la explosión. Como efecto secundario el aluminio hace que el explosivo sea menos sensible a la detonación. El uso de componentes relativamente baratos como el nitrato amónico y el aluminio hace que se utilice en lugar del TNT puro.
La mezcla puede dañarse si hay presencia de humedad, ya que el nitrato amónico es altamente higroscópico. Arde cuando se expone al aire y detona cuando se encuentra confinada.
Su velocidad de detonación es de 4400 m/s

## Historia
Desde principios de 1916, los británicos emplearon el amonal para sus minas durante la Primera Guerra Mundial. La composición que ellos usaron fue de un 65 % de nitrato amónico, un 15 % de TNT, un 17 % de aluminio puro y un 3 % de carbón.
En España hay una patente registrada en 1937 por el coronel de artillería Antonio Blanco (1903-1990).
La organización terrorista vasca ETA utilizó en España, en 1987, cantidades importantes de amonal en como mínimo tres atentados mortales:
- 30 kg de amonal mezclados con otros agentes activos (200 kg de explosivo en total) en un coche bomba en el atentado de Hipercor el 19 de junio de 1987 en Barcelona (causó 21 muertos y 45 heridos)
- 250 kg de amonal en un coche bomba en el atentado contra la casa cuartel de Zaragoza el 11 de diciembre de 1987 en Zaragoza (causó 11 muertos y 88 heridos)
- 200 kg de amonal en un coche bomba en el atentado contra la casa cuartel de Vic el 29 de mayo de 1991 en Vic. (10 muertos y 44 heridos)

Este explosivo continúa siendo usado como explosivo industrial.